# Asyndetus longicornis
Asyndetus longicornis är en tvåvingeart som beskrevs av Negrobov 1973. Asyndetus longicornis ingår i släktet Asyndetus och familjen styltflugor. Inga underarter finns listade i Catalogue of Life.